# Robert Heffernan (Hochspringer)
Robert Heffernan (* 20. Oktober 1917; † 22. Juni 1943) war ein australischer Hochspringer.
Bei den British Empire Games 1938 in Sydney gewann er Silber mit 1,88 m.